# Тони, Роджер Брук
Роджер Брук Тони (англ. Roger Brooke Taney; 17 марта 1777[…], Калверт, Мэриленд — 12 октября 1864[…], Вашингтон) — американский государственный деятель. Генеральный прокурор США.

## Биография
Родился в округе Калверт, Мэриленд.
C 1836 года и до самой смерти занимал кресло Верховного судьи.
Стал первым католиком среди Верховных судей.
Более всего известен как автор текста решения Верховного суда по делу Дред Скотт против Сэндфорда, признавшим предоставление афроамериканцам гражданства незаконным.
«  … будучи ниже по рождению и полностью неспособными образовать союз с представителями белой расы на момент написания Конституции, не могут считаться гражданами.»
Кроме того, решение открыто запрещало Конгрессу издавать закон, запрещающий рабство на территории штатов и лишало рабов судебной защиты как неграждан. Решение установило, что рабы не могут быть отняты у владельца без надлежащей процедуры.
Роджер Брук Тони умер 12 октября 1864 года в Вашингтоне.
Предположение о том, что город Тонитаун в штате Мэриленд был назван в его честь, ошибочна. Город назван в честь его родственника Рафаэля Тони (англ. Raphael Taney), получателя одного из первых земельных грантов в этом районе, хотя он, вероятно, как и судья Роджер Брук Тони, никогда не жил в городе, который носит его имя.